# Vilém Petrželka

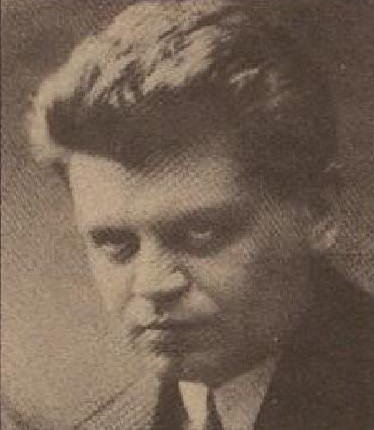
Vilém Petrželka, 1931

Vilém Petrželka (* 10. September 1889 in Brünn; † 10. Januar 1967 ebenda) war ein tschechischer Komponist.
Petrželka war Schüler von Leoš Janáček, Vítězslav Novák und Karel Hoffmeister. Ab 1914 unterrichtete er Komposition am Konservatorium, der Janáček-Akademie (JAMU) und der Schule der Philharmonischen Gesellschaft in Brünn.
Er komponierte eine Oper und ein sinfonisches Drama, vier Sinfonien und zwei Sinfonietten, kammermusikalische Werke, Kantaten, Chorwerke und Lieder.